# Lippersdorf-Erdmannsdorf
Lippersdorf-Erdmannsdorf är en kommun och ort i Saale-Holzland-Kreis i förbundslandet Thüringen i Tyskland.
Kommunen ingår i förvaltningsgemenskapen Hügelland/Täler tillsammans med kommunerna Bremsnitz, Eineborn, Geisenhain, Gneus, Großbockedra, Karlsdorf, Kleinbockedra, Kleinebersdorf, Meusebach, Oberbodnitz, Ottendorf, Rattelsdorf, Rausdorf, Renthendorf, Tautendorf, Tissa, Trockenborn-Wolfersdorf, Tröbnitz, Unterbodnitz, Waltersdorf och Weißbach.